# Bowling for Columbine
Bowling for Columbine és un documental estatunidenc del director Michael Moore, estrenada el 2002.
Aquesta pel·lícula va obtenir el Premi del 55è aniversari del Festival de Canes de 2002, l'Oscar al millor documental i el César a la millor pel·lícula estrangera. Pel·lícula polèmica, ha rebut tantes lloances com censures, pel gènere (documental-ficció) en el qual es presenta.

## Argument
Aquesta pel·lícula és un documental, una crítica de la societat americana, i intenta respondre a aquesta pregunta: «Per què el nombre d'homicidis per arma de foc és proporcionalment més alt als Estats Units que en altres països?»  (en realitat, el nombre més elevat és al Brasil). El títol fet referència a la massacre de l'institut Columbine el 1999 on 12 alumnes de l'institut i un professor van ser assassinats per dos dels seus camarades. Aquest esdeveniment va inspirar igualment la pel·lícula Elephant de Gus Van Sant.
El germà de Terry Nichols (conegut pel seu paper en l'atemptat d'Oklahoma City), James, és igualment entrevistat a domicili, així com Charlton Heston, que forma part de la National Rifle Association, així com Marilyn Manson per les acusacions sobre la influència de les seves cançons que eren escoltades pels tiradors del liceu Colombine.
El títol Bowling for Columbine prové de l'última frase pronunciada per Michael Moore a la pel·lícula que precisa que els autors de la massacre, Eric Harris i Dylan Klebold, havien estat jugant a bitlles amb els seus camarades de classe de 2 h a 6 h del matí el dia abans de l'atac.